# Codesseiro
Codesseiro is een plaats (freguesia) in de Portugese gemeente Guarda en telt 216 inwoners (2001).